# Kattepoortje

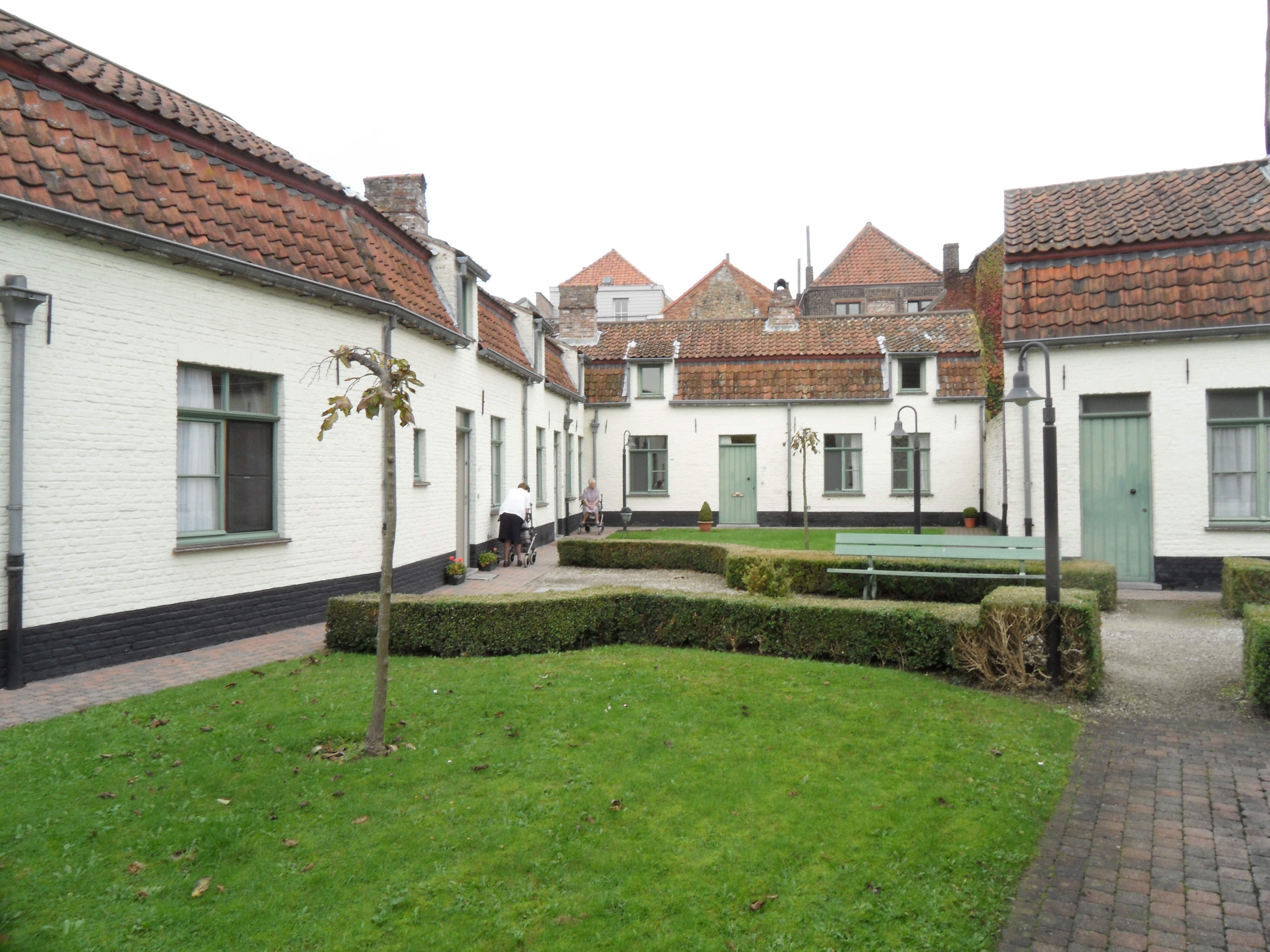
Godshuis Kattepoort

Kattepoortje is een godshuis in Brugge.

## Geschiedenis
Hoewel de acht huisjes de nummers 153-167 Oude Gentweg dragen, zijn ze van op de straat niet zichtbaar. Ze zijn bereikbaar via een lange gang. Boven die ingang staat een kastje met een beeld van de heilige Rochus en met het opschrift O SINTE ROCHUS PESTPATROON / GEDENK TOCH ONZER VOORGODSTROON / KOM ONS TERHULP IN ONZE NOOD / WIJ LOVEN U TOT TER DOOD 1892
Eigenlijk was dit oorspronkelijk geen godshuis, maar een in 1792 gebouwd 'fort' of geheel van bescheiden arbeiderswoonsten. In 1952 werd het pleinbeluik hernoemd tot godshuis.